# Royal Mail Ship

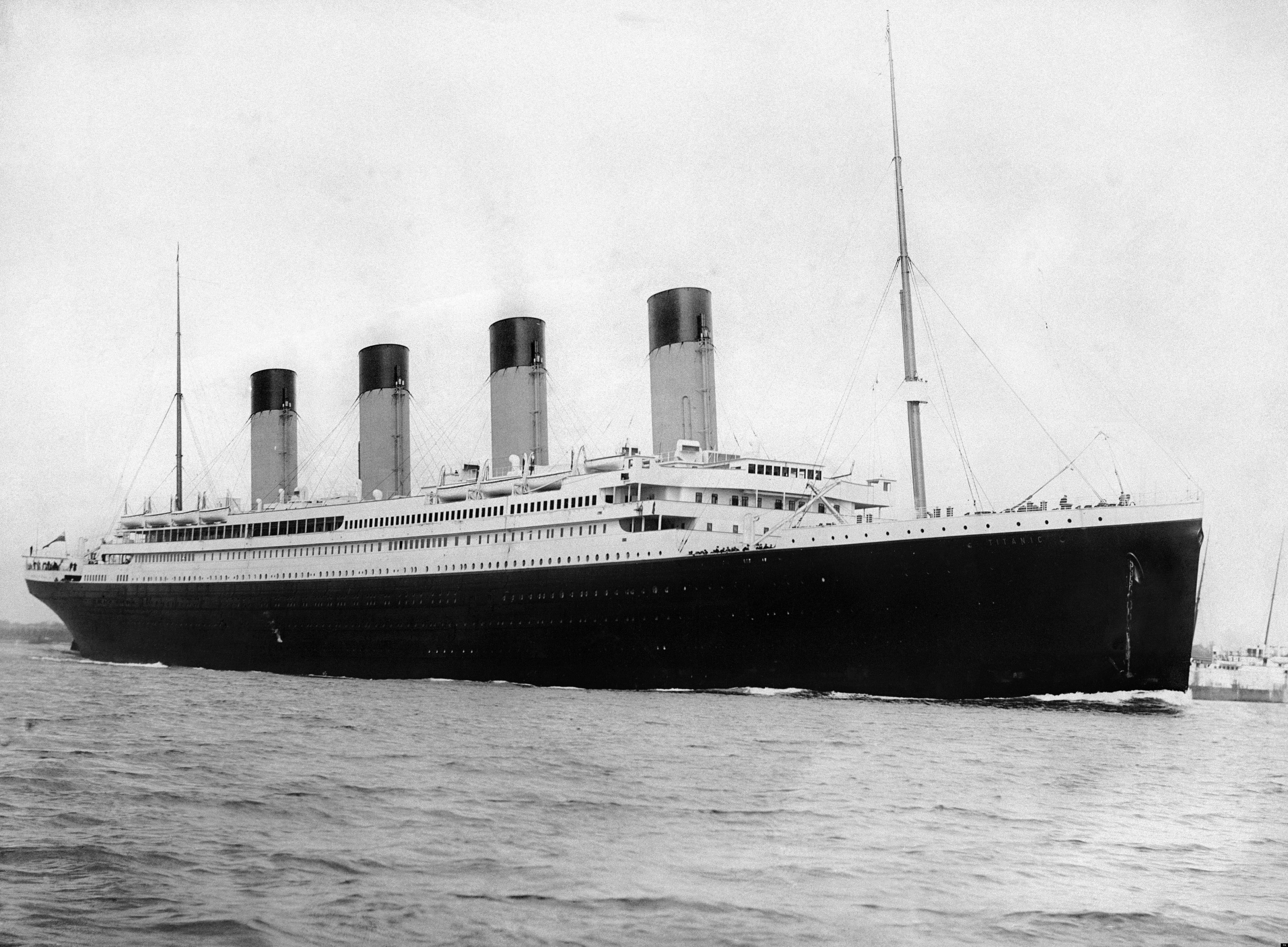
RMS Titanic

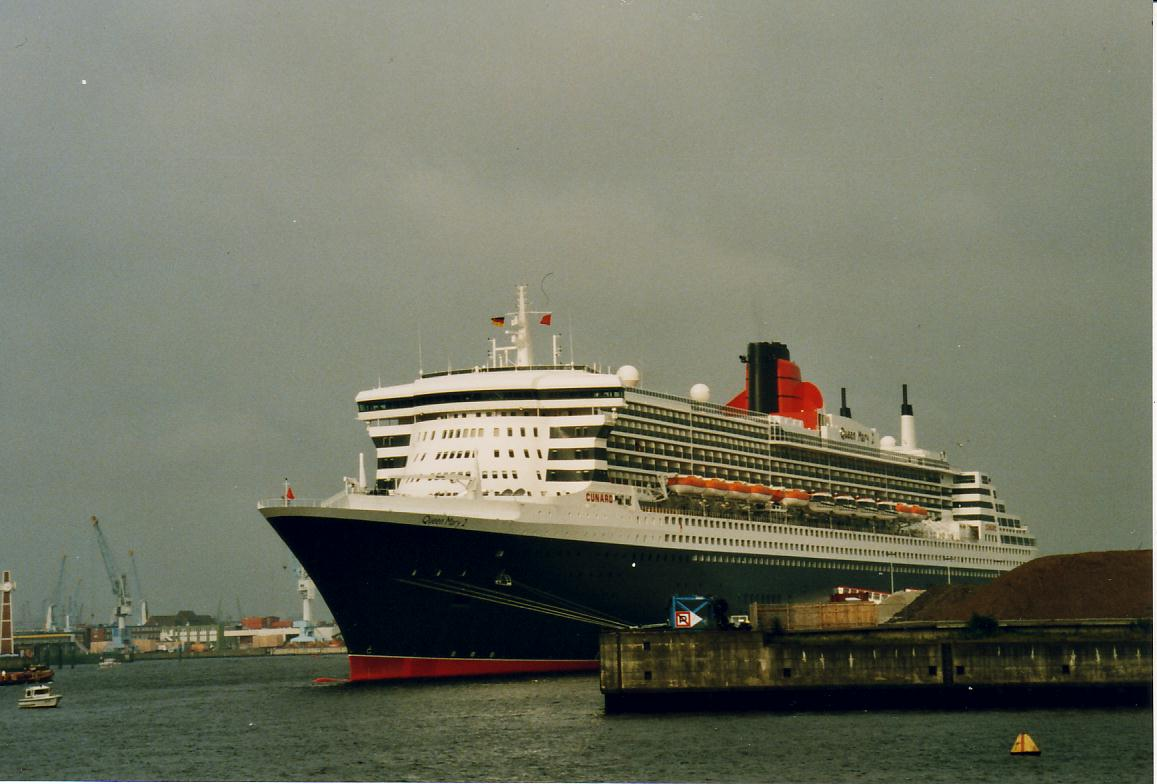
RMS Queen Mary 2

Royal Mail Ship (ursprungligen Royal Mail Steamer), förkortat RMS, är ett prefix använt av fartyg som transporterar post åt det brittiska postverket, British Royal Mail, som skrev kontrakt med fartygslinjer snarare än att själva transportera post över det världsspridda brittiska imperiet. RMS har använts sedan 1840 och burits av skepp som bland annat RMS Titanic, som torde vara den mest berömda av de brittiska postångarna, trots det faktum att den aldrig kom att leverera någon post.

## Användning idag
Prefixet är idag mycket sällsynt på grund av att praktiskt taget all postbefordran över världshaven sker per flyg. Från 2018 är RMS endast ett symboliskt prefix, då endast kryssningsfartyg har prefixet, och de går för oregelbundet för postbefordran. Bland de få skepp som idag bär prefixet RMS finns:
- RMS Queen Mary 2

- RMS Segwun

## Andra postfartyg
- RMS Carpathia
- RMS Lancastria
- RMS Lusitania
- RMS Mauretania
- RMS Olympic
- RMS Queen Mary
- RMS Titanic
- RMS St. Helena, som trafikerade den sista reguljära brittiska oceangående postbåtslinjen. Linjen lades ner 2018, och passagerartrafik och postdistribution överfördes till flyg.